# Brachyolene unicolor
Brachyolene unicolor es una especie de escarabajo de la familia Cerambycidae. Fue descrita por Stephan von Breuning en 1974. Se encuentra en la Costa de Marfil.